# Брукенталь (гміна)
Гміна Брукенталь — колишня (1934—1939 рр.) сільська ґміна Равського повіту Львівського воєводства Польської республіки (1918—1939) рр.. Центром ґміни було село Брукенталь.

1 серпня 1934 р. було створено ґміну Брукенталь у Равському повіті. До неї увійшли сільські громади: Брукенталь, Хлівчани, Хоронів, Піддовге, Домашів, Карів, Остобіж, Салаші, Тяглів, Воронів.

У 1934 р. територія ґміни становила 198,78 км². Населення ґміни станом на 1931 рік становило 10 758 осіб. Налічувалось 2 026 житлових будинків. 

Відповідно до Пакту Молотова — Ріббентропа 26 вересня територія ґміни була зайнята СРСР. Ґміна ліквідована в 1940 р. у зв’язку з утворенням Угнівського району.